# Грунт
Грунт — любая горная порода, почва, осадок и техногенные минеральные образования, рассматриваемые как многокомпонентные динамичные системы и часть геологической среды, изучаемые в связи с инженерно-хозяйственной деятельностью.
Грунты используют в качестве оснований зданий и сооружений, материалов для строительства дорог, насыпей и плотин, среды для размещения подземных сооружений (тоннелей, трубопроводов, хранилищ) и другого. Грунты изучаются в инженерной геологии.

## Классификация

### Классы грунтов
По природе структурных связей между частицами они разделены на три класса:
- скальные — с жёсткими кристаллизационными и цементационными связями;
- дисперсные — с физическими, физико- химическими и механическими связями. Для дисперсных грунтов выделяются подклассы связанных и несвязанных грунтов;
- мерзлые — c дополнительными криогенными связями.

### Типы грунтов
По генезису (происхождению) выделяются следующие типы грунтов:
- скальные: магматические интрузивные, магматические эффузивные, метаморфические, осадочные, вулканогенно-осадочные, элювиальные, техногенные;
- дисперсные: осадочные, вулканогенно-осадочные, элювиальные, техногенные;
- мёрзлые.

#### Скальные грунты
К классу скальных грунтов относят грунты, у которых преобладают химические структурные связи, образующие два основных типа структур, выделенных в два подкласса — кристаллизационные и цементационные.

#### Дисперсные грунты
Состоят из минеральных частиц разного размера, слабосвязанных друг с другом. Дисперсные грунты образуются при выветривании скальных грунтов с последующим переносом продуктов выветривания водным или эоловым путём и переотложением.

#### Мёрзлые грунты
Имеют отрицательную или нулевую температуру в течение многих лет, содержат включения льда и(или) цементирующий лёд, содержат дополнительные криогенные структурные связи.

### Классы грунтов в военно-инженерном деле
В военной геологии и инженерном деле также есть своя классификация грунтов, которая в основном упрощённо отражает сложность обустройства в этих грунтах полевых инженерных сооружений: окопов, землянок и так далее.
Грунт по плотности и твёрдости делится на слабый, средний и твёрдый.
К слабым относятся грунты, легко отрываемые малой лопатой (песок, рыхлая земля); к средним — растительная земля, к твёрдым — глина, каменистые породы и другие грунты, разработка которых производится с помощью кирко-мотыг, клиньев и взрывов.

## Свойства грунтов

### Физические свойства
Плотность грунта ρ, г/см3 — это отношение общей массы образца грунта при естественной влажности и строении, к занимаемому образцом объёму. Плотность грунта зависит от минералогического состава, влажности и пористости.
где:
ρ — плотность грунта, г/см3;
m — масса грунта с естественной влажностью и сложением, г;
V — объём, занимаемый грунтом, см3.
Плотность скелета грунта ρd — плотность сухого грунта, г/см3, определяемая по формуле
где
- ρ — плотность грунта, г/см3;
- W — влажность грунта, д. ед.

Коэффициент пористости е определяется по формуле:
где
- ρs — плотность частиц грунта, г/см3;
- ρd — плотность сухого грунта, г/см3.

Предел прочности грунта на одноосное сжатие Rc, МПа — отношение нагрузки, при которой происходит разрушение образца, к площади первоначального поперечного сечения.

### Водно-физические свойства
Влажность грунта, W % — массовое(весовое) W или объёмное Wn относительное содержание воды в порах грунта. Объёмная влажность Wn изменяется от 0 до 100 %.
Коэффициент водонасыщения Sr, д. ед. — степень заполнения объёма пор водой. Определяется по формуле:
где
- W — природная влажность грунта, д. ед.;
- е — коэффициент пористости;
- ρs — плотность частиц грунта, г/см3;
- ρw — плотность воды, принимаемая равной 1 г/см3.

Число пластичности Ip — разность влажностей, соответствующая двум состояниям грунта: на границе текучести WL и на границе раскатывания Wp.

WL и Wp определяют по ГОСТ 5180-84.

### Количественные характеристики гранулометрического состава
Степень неоднородности гранулометрического состава Cu — показатель неоднородности гранулометрического состава. Определяется по формуле
где d60, d10 — диаметры частиц, мм, меньше которых в грунте содержится соответственно 60 и 10 % (по массе) частиц.
Кэффициент выветрелости Кwr, д. ед. — отношение плотности выветрелого грунта к плотности монолитного грунта.
Коэффициент выветрелости крупнообломочных грунтов Кwr, д. ед., определяется по формуле
где К1 — отношение массы частиц размером менее 2 мм к массе частиц размером более 2 мм после испытания на истирание в полочном барабане;
К0 — то же, в природном состоянии.
Коэффициент истираемости крупнообломочных грунтов Кfr, д. ед., определяется по формуле:
где q1 — масса частиц размером менее 2 мм после испытания крупнообломочных фракций грунта (частицы размером более 2 мм) на истирание в полочном барабане;
q0 — начальная масса пробы крупнообломочных фракций (до испытания на истирание).
Коэффициент размягчаемости в воде Кsof, д. ед. — отношение пределов прочности грунта на одноосное сжатие в водонасыщенном и в воздушно-сухом состоянии.
Коэффициент сжимаемости мёрзлого грунта δf — относительная деформация мёрзлого грунта под нагрузкой.
Льдистость грунта за счёт видимых ледяных включений ii, д. ед. — отношение содержащегося в нём объёма видимых ледяных включений к объёму мёрзлого грунта. Определяется по формуле:
- ρs — плотность мёрзлого грунта, г/см3;
- ρi — плотность льда, принимаемая равной 0,9 г/см3;
- Wtot — суммарная влажность мёрзлого грунта, д. ед.;
- Wm — влажность мёрзлого грунта, расположенного между ледяными включениями, д. ед.
- Ww — влажность мёрзлого грунта за счёт содержащейся в нём при данной отрицательной температуре незамёрзшей воды, д. ед.

Относительная деформация набухания без нагрузки εsw, д. ед. — отношение увеличения высоты образца грунта после свободного набухания в условиях невозможности бокового расширения к начальной высоте образца природной влажности. Определяется по ГОСТ 24143-80.
Относительная деформация просадочности εs, д. ед. — отношение разности высот образцов, соответственно, природной влажности и после его полного водонасыщения при определённом давлении к высоте образца природной влажности. Определяется по ГОСТ 23161-78.
Относительное содержание органического вещества Ir, д. ед. — отношение массы сухих растительных остатков к массе абсолютно сухого грунта.
Показатель текучести IL — отношение разности влажностей, соответствующих двум состояниям грунта: естественному W и на границе раскатывания Wp, к числу пластичности Ip.
Степень водопроницаемости — характеристика, отражающая способность грунтов пропускать через себя воду и количественно выражающаяся в коэффициенте фильтрации Кф, м/сут. Определяется по ГОСТ 25584-90.
Степень заполнения объёма пор мёрзлого грунта льдом и незамёрзшей водой Sr, д. ед., определяется по формуле:
где Wic — влажность мёрзлого грунта за счёт порового льда, цементирующего минеральные частицы (лёд-цемент), д. ед.;

Ww — влажность мёрзлого грунта за счёт содержащейся в нём при данной отрицательной температуре незамёрзшей воды, д. ед.;

ρs — плотность частиц грунта, г/см3;

еf — коэффициент пористости мёрзлого грунта;

ρw — плотность воды, принимаемая равной 1 г/см3.
Степень засолённости — характеристика, определяющая количество водорастворимых солей в грунте Dsal, %.
Степень зольности торфа Dds, д. ед. — характеристика, выражающаяся отношением массы минеральной части грунта ко всей его массе в абсолютно сухом состоянии. Определяется по ГОСТ 11306-83*.
Степень морозной пучинистости — характеристика, отражающая способность грунта к морозному пучению, выражается относительной деформацией морозного пучения εfh, д. ед. (доли единицы), которая определяется по формуле:
где
ho, f — высота образца мёрзлого грунта, см;
ho — начальная высота образца талого грунта до замерзания, см.
Степень плотности песков ID определяется по формуле
где е — коэффициент пористости при естественном или искусственном сложении;

emax — коэффициент пористости песка в самом рыхлом сложении.

emin — коэффициент пористости песка в самом плотном сложении.
Степень разложения торфа Ddp, д. ед. — характеристика, выражающаяся отношением массы бесструктурной (полностью разложившейся) части, включающей гуминовые кислоты и мелкие частицы негумицированных остатков растений, к общей массе торфа. Определяется по ГОСТ 10650-72.
Степень растворимости в воде — характеристика, отражающая способность грунтов растворяться в воде и выражающаяся в количестве воднорастворимых солей, qsr, г/л.
Структура грунта — пространственная организация компонентов грунта, характеризующаяся совокупностью морфологических (размер, форма частиц, их количественное соотношение), геометрических (пространственная композиция структурных элементов) и энергетических признаков (тип структурных связей и общая энергия структуры) и определяющаяся составом, количественным соотношением и взаимодействием компонентов грунта.
Суммарная льдистость мёрзлого грунта itot, д. ед. — отношение содержащегося в нём объёма льда к объёму мёрзлого грунта. Определяется по формуле:
Состав грунта вещественный — категория, характеризующая химико-минеральный состав твёрдых, жидких и газовых компонентов.
Текстура грунта — пространственное расположение слагающих грунт элементов (слоистость, трещиноватость и др.).
Гранулометрический состав — количественное соотношение частиц различной крупности в дисперсных грунтах. Определяется по ГОСТ 12536-79.